# Dantya fossula
Dantya fossula är en kräftdjursart. Dantya fossula ingår i släktet Dantya och familjen Sarsiellidae. Inga underarter finns listade i Catalogue of Life.